# Pastís de lluna

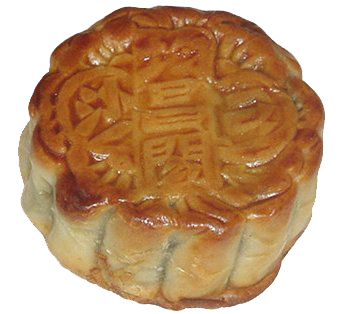
Un pastisset de lluna: els dos caràcters del mig, 昌門 (chāng mén), es tradueixen literalment per porta pròspera (nom d'una de les portes que donen accés a l'estat de Wu); els caràcters de dreta i esquerra, 豆 (dòu), mongeta, i 沙 (shā), sorra, indiquen el farciment: dòushā, pasta de mongeta azuki.

El pastís o pastisset de lluna (en xinès tradicional: 月餅, en xinès simplificat: 月饼) és un dolç xinès que es fa pel Festival de la Lluna -o de la Mitja Tardor-, un dels més importants de la Xina. En aquesta festa s'adora i s'observa la Lluna, i aquests pastissets són imprescindibles en la tradició.
Els pastissets de lluna típics són rodons o rectangulars, d'uns 10 cm de diàmetre i uns 4–5 cm de gruixor. El farciment normalment de pasta de llavors de lotus està envoltat per una corfa prima (d'uns 2-3mm) i pot tenir rovells d'ous d'ànec en salaó. Es mengen amb te xinès.

## Descripció
La majoria de pastissets de lluna consisteixen en una corfa prima i tova que embolcallen un farciment dolç i dens. Poden contenir rovells sencers d'ous en salaó per simbolitzar la lluna plena. També es poden servir al vapor o fregits.
Tenen un relleu a la part superior format pels caràcters xinesos de "longevitat" i "harmonia", a més del nom del forn i del farciment. Dibuixos de la Lluna, la dona Chang'e sobre la Lluna, flors, vinyes i un conill (símbol de la Lluna) poden envoltar els caràcters com a decoració addicional.
Llur producció exigeix molta mà d'obra i avui dia poca gent els fa a casa, sinó que es poden comprar a supermercats, forns i fleques.

## Història

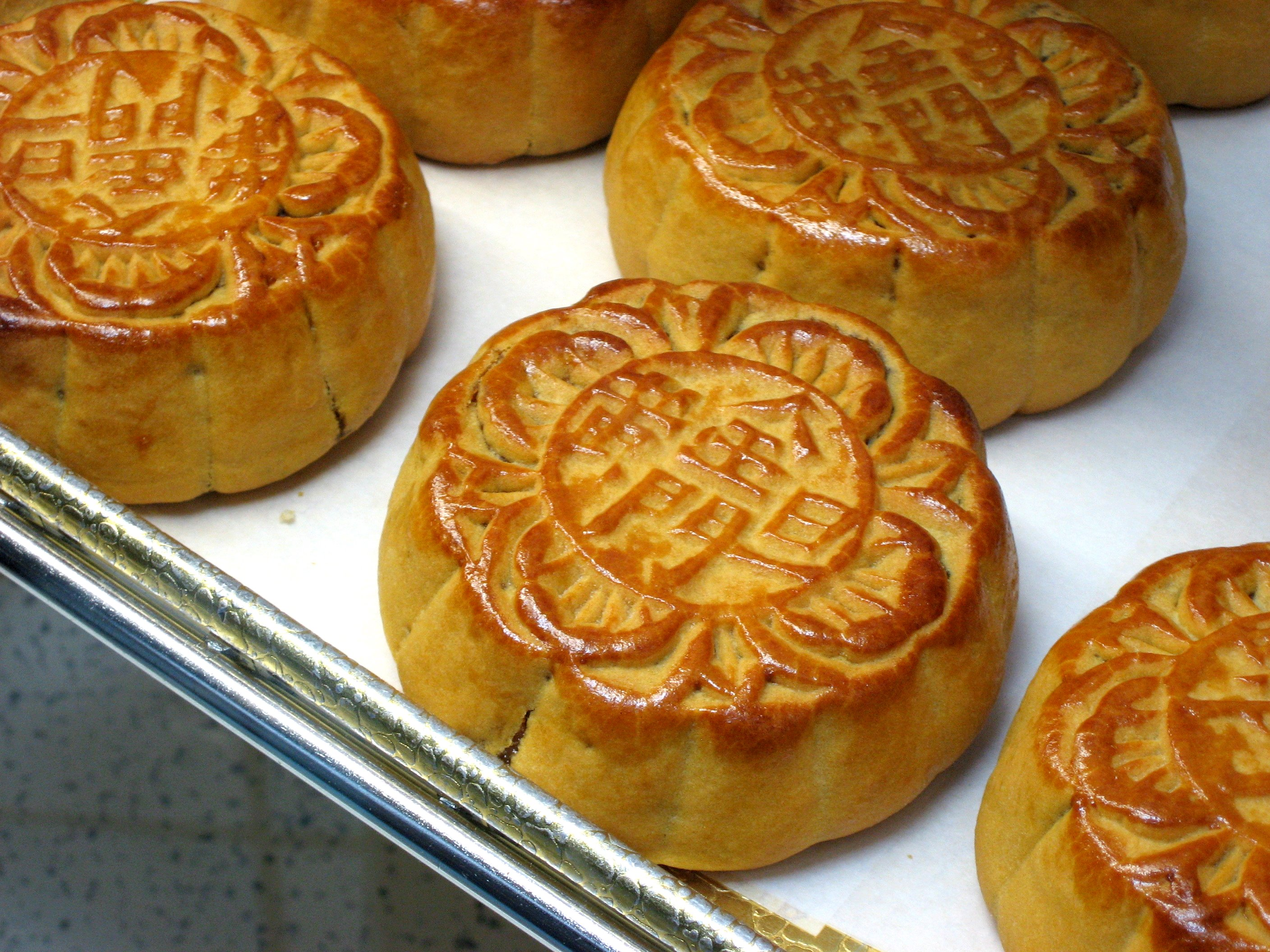
Pastissets de lluna.

### Festival de la Lluna
Aquest festival està relacionat amb la llegenda de Chang'e, la mítica deessa lunar de la immortalitat. Segons Li-Ji, un antic llibre xinès que recull costums i cerimònies, l'emperador xinès oferia sacrificis al Sol en primavera i a la Lluna a la tardor. El 15è dia del 8è mes lunar és l'anomenada "Mitja Tardor", i la seva nit s'anomena "Nit de la Lluna". Sota la dinastia Song (420) el dia fou oficialment declarat Festival de la Mitja Tardor.
Gràcies al seu paper crucial al Festival de la Lluna els pastissets de lluna han romàs populars fins a l'actualitat. Per a molta gent són tan importants que de vegades s'anomena la festa "Festival del pastís de lluna".

### Revolució Ming
Hi ha una llegenda popular que narra que l'esfondrament del govern mongol fou facilitat per missatges camuflats en pastissets de lluna.
Aquests dolços foren usats pels revolucionaris Ming per a l'espionatge, distribuint secretament cartes per derrocar els governadors mongols de la Xina en la dinastia Yuan. Hom diu que la idea fou concebuda per Zhu Yuanzhang (朱元璋) i el seu conseller Liu Bowen (劉伯溫), qui feren circular el rumor que una plaga mortal s'estava estenent i l'única forma de combatre-la era menjar pastissets de lluna especials. Això provocà una ràpida distribució dels dolços, que es van aprofitar per amagar un missatge secret coordinant la revolta han el 15è dia del 8è mes lunar.
Una altra forma d'amagar el missatge era imprimir-lo en la superfície dels pastissets de lluna com un puzzle o mosaic. Per llegir-lo s'havia de retallar en quatre parts cadascun dels quatre pastissos que anaven junts. Els 16 trossos havien de posar-se aleshores plegats de forma que es pogués llegir el missatge secret.

## Dolç tradicional

### Farciment
Poden trobar-se molts tipus de farciments per a pastissets de lluna tradicionals, i poden variar segons la cultura i tradicions típiques de cada regió:
- Pasta de llavors de lotus: es considera que és el farciment original i més luxós del pastís de lluna. Com que és una pasta força cara de vegades es fa servir una pasta de mongetes.
- Pasta dolça de mongetes: diverses pastes de mongetes són farciments habituals en les postres xineses. Tot i que l'anko, fet de mongeta azuki, és la més comuna arreu del món, es coneixen al llarg de la història preferències regionals i provincials per pastes d'altres mongetes, com la mongeta mung o la negra.
- Pasta de ginjoler: una pasta dolça feta amb els fruits madurs del gingjoler. És de color vermell fosc, té una aroma afruitat i fumat, i un sabor lleugerament agre. Segons la qualitat de la pasta pot confondre's amb la mongeta vermella, que s'empra de vegades com a farciment.
- Cinc llavors: un farciment que consisteix en cinc tipus de fruits i llavors amb xarop de maltosa. Hom sol incloure-hi nous, pipes de carabassa, de meló, cacauets, sèsam o atmetlles. A més a més, la mescla sol contenir meló blanc confitat, pernil de Jinhua o trossos de sucre pedra.
- Pasta de taro: una pasta dolça feta de taro, un tubercle conreat a moltes parts de l'Àsia tropical. El color de la pasta és porpra i sol emprar-se en els pastissets de lluna cruixents de Teochew.
- Sal i pebre: un farciment fet de llavors de sèsam torrades. Sol trobar-se als pastissets de lluna trencadissos a l'estil de Suzhou.
- Durian: un farciment comú al sud-est asiàtic (Indonèsia, Malàisia, Tailàndia i Singapur) fet de pasta de durian molt.

### Corfa
El pastís de lluna tradicional varia d'una regió a una altra. Tot i que la majoria produeixen variants tradicionals amb diversos farciments, solen fer-los només amb un tipus de corfa. Hi ha tres tipus de corfes de pastís de lluna en la cuina xinesa:
- Mastegable: té un to marró vermellós i una lluentor llustrosa. És la mena de corfa més freqüent en els pastissets d'estil cantonès, així com a l'Amèrica del Nord i a molts països occidentals. Es fa amb una combinació d'almívar espès, aigua de sosa, farina i oli. La corfa és mastegable però tova, i pot fer-se més mastegable si s'hi afegeix xarop de maltosa. Aquesta massa també es fa al forn en forma de peix o porcell i es venen als forns.
- Fullada: les corfes fullades són típiques dels pastissos de lluna a l'estil de Suzhou. Es fa estenent capes alternes de massa d'oli i farina. Aquesta corfa té una textura molt semblant a la pasta fullada.
- Tova: els pastissets de lluna d'algunes províncies de la Xina i el Taiwan es fan sovint més toves que fullades o mastegables. La textura d'aquesta mena de corfa és semblant a la de la pasta brisa occidental. Es fa principalment amb una mescla homogènia de sucre, oli, farina i aigua. Aquest tipus de corfa s'empra sovint en altres tipus de pastissos xinesos.

### Variants regionals de la Xina
Hi ha moltes variants regionals de pastís de lluna:
- Cantonesa: originari de la província de Guangdong, el pastís de lluna cantonès té diverses variants. Els ingredients emprats per al farciment són pasta de llavors de lotus, pasta de pipes de meló, pernil, pollastre, ànec, porc rostit, bolets, rovells d'ou... Les versions més elaborades contenen quatre rovells d'ou, representant les fases lunars. Actualment es troben a Hong Kong àdhuc versions (no tradicionals) fetes de xocolata o gelat.
- De Suzhou: aquest estil començà fa més de 1000 anys i és famós per les seves capes de massa trencadissa i el seu generós contingut de sucre i mantega, essent també més petit que els d'altres estils. Dins d'aquest estil hi ha com una dotzena de variants. Els patissets de lluna de Suzhou poden ser tant dolços com salats; els salats se serveixen calents i amb un farciment de carn picada de porc.
- De Pequín: aquest estil té dues variants, una anomenada di giang i influïda per l'estil de Suzhou, amb una massa lleugerament esponjosa en comptes de fullada, i una altra anomenada fan mao, que té una massa blanca trencadissa. Els dos farciments més populars són les flors d'espí de muntanya i wisteria. El pastís de lluna de Pequín es decora amb molts detalls.
- De Xaoxan: és una altra varietat de corfa trencadissa, però més gran que la de Suzhou, amb un diàmetre semblant al de l'estil cantonès, però menys gruixut.
- De Ningbo: aquest estil també està inspirat en el de Suzhou. Predomina a la província de Zhejiang i té una corfa compacta. Els farciments són d'algues o pernil, i tenen un sabor salat i amb espècies.
- De Yunnan: conegut també com t'o pels residents, el tret distintiu és la combinació de diverses farines per fer la massa, com farina d'arròs, de blat... La majoria de les variants d'aquest estil són dolces.

## Variants modernes

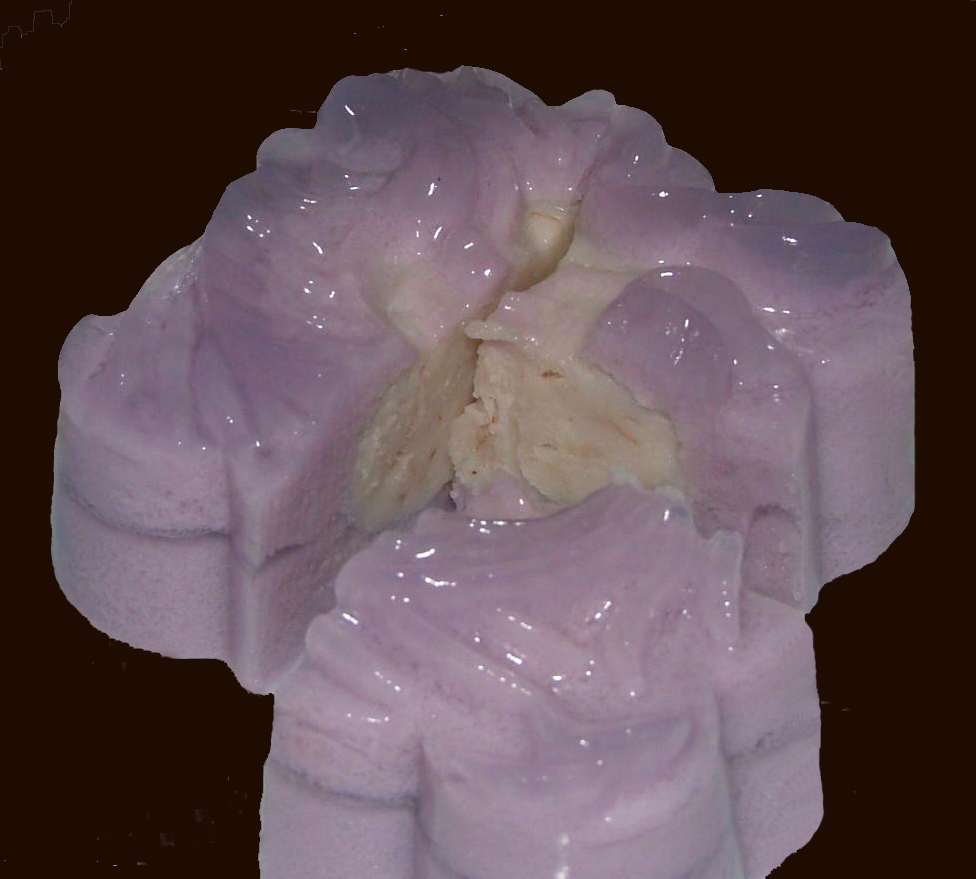
Pastisset de lluna de gelatina farcit de nyam.

Els pastissos de lluna moderns s'assemblen als tradicionals però tenen algunes modificacions, en part pel fet que la gent és més conscient de la importància d'una dieta saludable: els pastissets de lluna tradicionals es fan amb mantega i molt de sucre. Una altra raó per la qual el pastís de lluna tradicional s'ha diversificat és la seva popularitat, tan popular és que molts homes de negoci l'agafen per convèncer llurs clients. Els pastissets moderns difereixen principalment en el farciment. Per exemple, últimament s'han fet força populars els pastissos amb farciments de taro o pinya. A més a més, s'han fet servir farciments de cafè, xocolata, fruits secs (nous, atmetlles, avellanes...), fruites (prunes, pinya, meló...), verdures i àdhuc pernil per a donar un sabor més modern.
Per a adaptar-se a les preferències més saludables actuals molts forns ofereixen pastissos de lluna petitons i sense greixos. Alguns es fan amb iogurt, melmelada o gelat desnatat. Fins i tot han aparegut versions amb molta fibra i amb poc de sucre. Els clients trien els pastissets de lluna per la mida i el farciment segons els gustos i la dieta. Per tenir cura de la higiene cada unitat s'embolcalla al buit amb plàstic amb un petit paquet antihumitat. Els pastissets de lluna moderns tenen bona acceptació entre la població xinesa.